# بخش مرکزی شهرستان آمل
| محمودآباد نور فریدون کنار بابل تهران دابو دشت سر مرکزی امامزاده عبدالله لاریجان آمل |

بخش مرکزی شهرستان آمل یکی از بخش‌های شهرستان آمل در استان مازندران در شمال ایران است.

## تقسیمات کشوری
- - دهستان پایین‌خیابان لیتکوه
  - دهستان هرازپی جنوبی
  - دهستان دشت‌سر سفلی
  - شهر: آمل[۲]

## جمعیت
بنابر سرشماری مرکز آمار ایران، جمعیت بخش مرکزی شهرستان آمل در سال ۱۳۹۰ برابر با ۲۷۱۲۶۹ نفر بوده‌است. 